# Brachyunguis ushari
Brachyunguis ushari är en insektsart. Brachyunguis ushari ingår i släktet Brachyunguis och familjen långrörsbladlöss. Inga underarter finns listade i Catalogue of Life.